# Barmedman Creek
Barmedman Creek är ett vattendrag i Australien. Det ligger i delstaten New South Wales, i den sydöstra delen av landet, omkring 340 kilometer väster om delstatshuvudstaden Sydney.
Trakten runt Barmedman Creek består till största delen av jordbruksmark. Trakten runt Barmedman Creek är nära nog obefolkad, med mindre än två invånare per kvadratkilometer. Genomsnittlig årsnederbörd är 636 millimeter. Den regnigaste månaden är februari, med i genomsnitt 130 mm nederbörd, och den torraste är oktober, med 16 mm nederbörd.